# Liste de films tchèques sortis après 1989
 (juin 2017).
Liste chronologique de films tchèques sortis après la révolution de velours de 1989 :

## 1989
- Čas sluhů

## 1990
- Vracenky

## 1991
- Ciao, Italia!
- Corpus Delicti
- Discopříběh 2.
- Gemini
- Mí Pražané mi rozumějí
- Neha
- Někde je možná hezky
- O zapomnětlivém černokněžníkovi
- L'École élémentaire (Obecná škola) de Jan Svěrák
- Pražákům, těm je hej!
- Requiem pro panenku
- Rošáda
- Skús ma objať
- Slunce, seno, erotika
- Tajomstvo alchymistu Storitza
- Tankový prapor
- Všetci spolu... (po slovensky)
- Žebrácká opera

## 1992
- Černí baroni
- Dědictví aneb Kurvahošigutntag
- Dobrú chuť, televízorček
- Don Gio
- Kačenka a strašidla
- Kačenka a zase ta strašidla
- Kamarád do deště II. - Příběh z Brooklynu
- Lepší je být bohatý a zdravý než chudý a nemocný
- Nový Hyperion aneb Volnost, rovnost, bratrství
- Pozemský nepokoj
- Trhala fialky dynamitem
- Všetko čo mám rád

## 1993
- Akumulátor 1
- Amerika
- Anděl milosrdenství
- Artuš, Merlin a Prchlíci
- Divoké pivo
- Díky za každé nové ráno
- Fontána pro Zuzanu 2
- Helimadoe
- Hotýlek v srdci Evropy
- Jedna kočka za druhou
- Kanárská spojka
- Konec básníků v Čechách
- Kráva
- Krvavý román
- Lekce Faust
- Městem chodí Mikuláš
- Nahota na prodej
- Nesmrtelná teta
- Nexus
- Svatba upírů
- Šakalí léta
- Špendlík na motýla
- Tisíc a jedna noc
- Záhada hlavolamu
- Zkouška paměti
- Žiletky
- Život a neobyčejná dobrodružství vojína Ivana Čonkina

## 1994
- Andělské oči
- Císařovy nové šaty
- Díky za každé nové ráno
- Golet v údolí
- Hrad z písku
- Ještě větší blbec, než jsme doufali
- Jízda de Jan Svěrák
- Měsíční údolí
- Na krásnom modrom Dunaji
- Pevnost (film, 1994)
- Playgirls 1
- Playgirls 2
- Potkal jsem ho v zoo
- Princezna ze mlejna
- Řád
- Saturnin
- Učitel tance
- V erbu lvice
- Vášnivý polibek
- Vekslák aneb Staré zlaté časy

## 1995
- ...ani smrt nebere
- ...koně na betoně
- Byl jednou jeden polda
- Cesta peklem
- Fany
- Hazard
- Hořké léto
- Indiánské léto
- Jak chutná smrt
- Jak si zasloužit princeznu
- Malostranské humoresky
- Má je pomsta
- Mladí muži poznávají svět
- Têtes de papier (Papierové hlavy) de Dušan Hanák
- Poslední přesun
- Už
- Válka barev
- Zahrada

## 1996
- Agáta
- Akáty bílé
- Bumerang
- Ceremoniář
- Co dělat?
- Cracker Jack II
- Do nebíčka
- Eine Kleine Jazzmusik
- Holčičky na život a na smrt
- Hranice stínu
- Jaškov sen
- Jméno kódu Rubín
- Kamenný Most
- Kolja de Jan Svěrák
- Konto separato
- Kouzelný měšec
- Král Ubu
- Lea
- Marian
- Mňága - Happy end
- O třech rytířích, krásné paní a lněné kytli
- Pasáž
- Spát a spát
- Spiklenci slasti
- Spící psi
- Střelec
- Šeptej
- Tělo bez duše
- Une trop bruyante solitude
- Zapomenuté světlo

## 1997
- Báječná léta pod psa
- Byl jednou jeden polda II. - Major Maisner opět zasahuje!
- Cesta pustým lesem
- Hodiny na věži
- Jezerní královna
- Knoflíkáři
- Lazebník sibiřský
- Lotrando a Zubejda
- Mandragora
- Modré z nebe
- Nejasná zpráva o konci světa
- O perlové panně
- Orbis Pictus
- Pták Ohnivák
- Řekni mi něco o sobě - Zrání zla - Milan
- Smrtící oheň
- Tábor padlých žen
- Výchova dívek v Čechách
- Zdivočelá země
- Zviditelnění

## 1998
- Asi už to začalo
- Císař a tambor
- Co chytneš v žitě
- Čas dluhů
- Česká soda
- Hanele
- Je třeba zabít Sekala
- Legenda princů z Mortiany - Staré proroctví
- Minulost
- Mrtvej brouk
- Panství
- Pasti, pasti, pastičky
- Pelíšky
- Postel
- Pramen života
- Rivers of Babylon
- Rychlé pohyby očí
- Stín ve větru
- Stůj, nebo se netrefím
- Šmankote, babičko, čaruj!
- Všichni moji blízcí

## 1999
- Byl jednou jeden polda III. - Major Maisner a tančící drak
- Černobílá v barvě
- Dvojrole
- Eliška má ráda divočinu
- Fontána pro Zuzanu 3
- Kanárek
- Kuře melancholik
- Návrat idiota
- Návrat ztraceného ráje
- Nebát se a nakrást
- Noční hovory s matkou
- Početí mého mladšího bratra
- Praha očima...
- Šest statečných
- Z pekla štěstí
- Zdravý nemocný Vlastimilený Brodský

## 2000
- Anděl Exit
- Bitva o život
- Bohemia Docta aneb Labyrint světa a lusthauz srdce
- Cesta z města
- Člověk v zoo
- Der Lebensborn - Pramen života
- Ene bene
- Hurá na medvěda
- Krajinka
- Král sokolů
- Kytice
- Musíme si pomáhat
- Oběti a vrazi
- Otesánek
- Princezna ze mlejna 2
- Proroci a básníci. Kapitoly z kalendáře
- Samotáři
- Začátek světa
- Zpráva o putování studentů Petra a Jakuba

## 2001
- Babí léto
- Cabriolet
- Divoké včely
- Hana a její bratři
- Jak ukrást Dagmaru
- Karu Süda - Medvědí srdce
- Královský slib
- Kruh
- Mach, Šebestová a kouzelné sluchátko
- Nachové plachty
- Paralelní světy
- Podzimní návrat
- Rebelové
- The Plastic People of the Universe
- Tmavomodrý svět
- Vyhnání z ráje
- Z pekla štěstí 2
- Zatracení

## 2002
- A.B.C.D.T.O.P.O.L.
- Archa pro Vojtu
- Kameňák
- Brak
- Děvčátko
- Fimfárum Jana Wericha
- Hry prachu
- Kdo bude hlídat hlídače? Dalibor aneb Klíč k chaloupce strýčka Toma
- Kruté radosti
- Láska shora
- Musím tě svést
- Perníková věž
- Quartétto
- Rok Ďábla
- Smradi
- Únos domů
- Útěk do Budína
- Výlet
- Waterloo po česku
- Z města cesta

## 2003
- Čert ví proč
- Jedna ruka netleská
- Kameňák
- Král zlodějů
- Krysař
- Lesní chodci
- Mazaný Filip
- Městečko
- Nevěrné hry
- Ničeho nelituji
- Nuda v Brně
- Pupendo
- Správce statku
- Zůstane to mezi námi
- Želary

## 2004
- Afoňka už nechce pást
- Bolero
- Cesta
- Český sen
- Duše jako kaviár
- Horem Pádem
- Choking Hazard
- Jak básníci neztrácejí naději
- Kameňák 2
- Krajina mého srdce
- Milenci a vrazi
- Mistři
- Mír jejich duši
- Non plus ultras
- O dve slabiky pozadu
- Pánská jízda
- Post coitum
- Silný kafe
- Snowboarďáci
- Tatínek
- Vaterland - Lovecký deník
- Velká voda
- Ženy pro měny

## 2005
- Anděl Páně
- Blízko nebe
- Doblba!
- Hrubeš a Mareš jsou kamarádi do deště
- Indián a sestřička
- Jak se krotí krokodýli
- Kamenolom Boží
- Kameňák 3
- Kousek nebe
- Krev zmizelého
- Nebýt dnešní
- Pátrání po Ester
- Příběhy obyčejného šílenství
- Román pro ženy
- Sametoví vrazi
- Sklapni a zastřel mě
- Skřítek
- Sluneční stát
- Šílení
- Štěstí
- Toyen
- Zdroj
- Žralok v hlavě

## 2006
- 4 věci
- Experti
- Fimfárum 2
- Grandhotel
- Hezké chvilky bez záruky
- Houslový rytíř
- Ještě žiju s věšákem, plácačkou a čepicí
- Kráska v nesnázích
- Kupředu levá, kupředu pravá
- Maharal - tajemství talismanu
- Marta
- Mezi námi přáteli
- Obsluhoval jsem anglického krále
- Panic je nanic
- Po hlavě do prdele
- Prachy dělaj člověka
- Pravidla lži
- Půl čtvrté
- Rafťáci
- Ro(c)k podvraťáků
- Sejdeme se v Eurocampu
- Smutek paní Šnajderové
- Účastníci zájezdu
- Všechno nejlepší!
- Záviš - Kníže pornofolku pod vlivem Griffithovy Intolerance

## 2007
- ...a bude hůř
- Bestiář
- Crash Road
- Gympl
- Chyťte doktora
- Jedné noci v jednom městě
- Kvaska
- Marcela
- Medvídek
- Mír s tuleni
- Movie
- Pusinky
- ROMing
- Smutek paní Šnajderové
- Tajnosti
- Václav
- Vratné lahve
- Ztracená dovolená

## 2008
- Bathory
- Bobule
- Děti noci
- František je děvkař
- Karamazovi
- Kouzelný most (krátkometrážní)
- Kuličky
- Máj
- Na vlastní nebezpečí
- Nestyda
- O rodičích a dětech
- O život
- Občan Havel (dokumentární)
- Svatba na bitevním poli
- Taková normální rodinka
- Tobruk
- U mě dobrý
- Venkovský učitel

## 2009
- Little Knights Tale
- Normal
- Protector
- Kawasaki's Rose
- Solomon Kane
- Toys in the Attic

## 2010
- Kooky (Kuky se vrací)

## 2015
- Little from the fish shop (Mala z rybárny)

## 2019
- The Painted Bird (Nabarvené ptáče)

## 2022
- Arvéd
- Les Belles créatures (Berdreymi)
- Butterfly Vision (Bachennya Metelyka)
- Filip
- Hranice lásky
- Il Boemo
- Medieval (Jan Žižka)
- Nightsiren (Světlonoc)
- Slovo
- Somewhere Over the Chemtrails (Kdyby radši hořelo)
- Vánoční příběh
- Zpráva o záchraně mrtvého